# Luteoschirina
La luteoschirina è una micotossina cancerogena prodotta dalla muffa Penicillium islandicum. Dotata di una forte attività citotossica (in particolare a livello epatico), è responsabile di una malattia del riso nota come "brusone" (in inglese "rice yellow mottle disease").